# Ars praedicandi populo
L'Ars praedicandi populo (en français : « Manuel pour la prédication des gens ») est une œuvre littéraire écrite par Francesc Eiximenis en latin avant 1379. Elle appartient au genre des manuels de prédication, qui fut un genre très développé pendant le Moyen Âge chez les scolastiques.
Cette œuvre fut trouvée en un manuscrit à Cracovie par le père capucin Martí de Barcelona, qui le transcrivit et l'édita en 1936.

## Estructura
L'œuvre structure le discours du prêcheur d'une façon assez simple :
- Introductio (introduction) : Une introduction générale au sujet basée sur un fragment des Écritures.
- Introductio thematis (introduction au sujet) : Une introduction directe au sujet.
- Divisio thematis (division du sujet) : Division du sujet, d'après directrices logiques et mnémotechniques.

## Diffusion
Selon l'érudit Manuel Sanchis Guarner, le schéma de division des sermons de cette œuvre fut suivi en quelques de ses prédications par le grand prêcheur contemporain valencien saint Vincent Ferrier.

### L'Ars Praedicandidans les œuvres complètes en ligne
- Œuvres complètes de Francesc Eiximenis (en catalan et en latin).